# Percival (rivière)
Pour les articles homonymes, voir Percival.

La rivière Percival (en anglais : Percival River) est un cours d’eau de la région de Canterbury dans l’Île du Sud de la Nouvelle-Zélande.

## Géographie
Elle s’écoule vers le sud-ouest à partir de sa source dans la chaîne de Hanmer Range, en direction du nord-est de la ville de ’Hanmer Springs’, et rejoint la rivière Waiau à 7 km au sud de la ville.